# Infantaria pesada

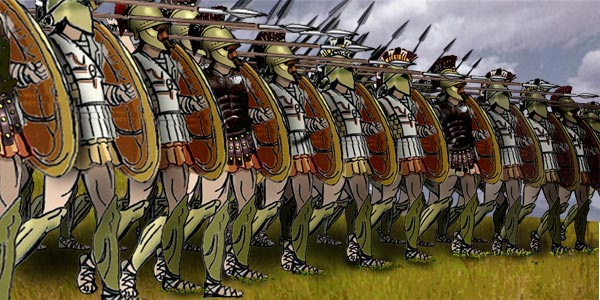
A falange grega, a infantaria pesada de sua época.

O termo infantaria pesada refere-se a tropas de infantaria fortemente armadas e com fortes defesas. É um tipo de infantaria com formação compacta agregando um grande número de unidades e de tropas. O termo contrapõe-se ao de infantaria ligeira, composta também por soldados a pé mas com armamento relativamente menor.
O termo "infantaria pesada" não tem uso claro nos exércitos modernos. Entende-se que a infantaria pesada tem armas de fogo com maior calibre e maior poder de destruição, e assim utiliza armas pesadas como morteiros, metralhadoras, lançadores de granadas-foguete ou bazucas. O termo infantaria mecanizada usa-se para referir a infantaria que utiliza também veículos blindados.
Se no caso da infantaria ligeira, a sua principal força táctica reside na mobilidade, no caso da infantaria pesada o que se procura é aproveitar a sua forte capacidade de armamento em combates o mais directos possível contra o inimigo.